# فرودگاه دیوید جی پری
فرودگاه دیوید جی پری (به انگلیسی: David Jay Perry Airport) یک فرودگاه همگانی است که یک باند فرود بتن دارد و طول باند آن ۹۱۶ متر است. این فرودگاه در کشور ایالات متحده آمریکا قرار دارد و در ارتفاع ۳۵۶ متری از سطح دریا واقع شده‌است.